# 2100-talet
Denna artikel handlar om seklet 2100-talet, åren 2100-2199. För decenniet 2100-talet, åren 2100-2109, se 2100-talet (decennium).
2100-talet kommer att bli ett sekel som startar 1 januari 2100 och slutar 31 december 2199.

## Förutsedda händelser
- Totalt 239 månförmörkelser antas inträffa under seklet.
- 2108 12 maj – Merkuriuspassage
- 2117 11 december – Venuspassage
- 2125 8 december – Venuspassage
- 2126 - Total solförmörkelse torde inträffa den 16 oktober i Sverige för första gången på 172 år. Senast detta hände var 30 juni 1954.
- 2126 - Kometen Swift-Tuttle når den 12 juli för första gången sedan 1992 perihelium (punkten i banan närmast solen). Tidigare befarades det att kometen vid denna passage skulle kollidera med jorden men detta har kunnat uteslutas.